# Ryszard Sroczyński (inżynier)
Ryszard Sroczyński (ur. 1922 r., zm. 2007 r.) – polski inżynier elektryk. Absolwent Politechniki Wrocławskiej. Od 1980 r. profesor na Wydziale Architektury Politechniki Wrocławskiej.